# Live/Dead
《Live/Dead》는 미국의 사이키델릭 록 밴드 그레이트풀 데드가 발매한 첫 번째 공식 라이브 음반이다. 1969년 초에 일련의 콘서트를 통해 녹음되고 같은 해 말에 발매된 이 음반은 16트랙 녹음을 사용한 최초의 라이브 록 음반이었다.
2005년 〈Dark Star〉, 〈St. Stephen〉, 〈Death Don't Have No Mercy〉, 〈Feedback〉, 〈We Bid You Goodnight〉가 각각 1969년 2월 27일, 1969년 3월 2일 첫 박스 세트인 《Fillmore West 1969: The Complete Recordings》의 디스크로 발매되었다(〈Dark Star〉의 첫 1:34는 이전 트랙인 〈Mountains of the Moon〉에서 확인할 수 있다). 〈Feedback〉과 〈We Bid You Goodnight〉는 트리플 디스크로 발매되었으며, 하이라이트 음반인 《Fillmore West 1969》도 발매됐다.

## 녹음
최근 음반 《Aoxomoxoa》의 부채를 해소하고 음반 계약을 이행하기 위해 밴드는 라이브 음반을 녹음하기로 결정했다. 그들은 또한 이전 음반들의 스튜디오 내 실험과는 달리 그들의 라이브 공연과 실제 음악성을 더욱 대표하는 음반을 발매하는 것에 관심이 있었다. 밴드의 사운드맨인 오울리 스탠리는 전자 디자이너 론 위커샴에게 전관방송과 레코드 입력에 모두 들어가는 마이크 스플리터를 발명해 달라고 부탁했다. 이 곡들은 앰펙스 16트랙 기계로 녹음되었다.
빌 크로이츠만은 나중에 "우리는 최신 녹음 기술인 16트랙 레코더를 손에 넣었고(물론 오늘날에는 구식이지만) 아발론의 계단과 후에 필모어 웨스트로 옮겼으며, 우리는 라이브 16트랙 녹음을 만든 최초의 밴드가 되었다. 우리는 역사를 만들려는 것이 아니라 단지 라이브 음반을 녹음하려는 것이었다. 스튜디오 버전은 결코 그러한 곡들을 공정하게 할 수 없었지만, 라이브 레코딩의 발전은 우리가 라이브 데드 경험을 바이닐로 가져올 수 있다는 것을 의미했다."

## 평가 및 유산
| 전문가 평가                   | 전문가 평가 |
| 평가 점수                     | 평가 점수   |
| 출처                          | 점수        |
| ----------------------------- | ----------- |
| AllMusic                      | [ 3 ]       |
| The Village Voice             | A+          |
| Encyclopedia of Popular Music | [ 5 ]       |

이 음반은 《빌리지 보이스》 비평가 로버트 크리스트가우와 《롤링 스톤》의 레니 케이가 "약 5년 안에 록이 있을 것 같은 곳"을 암시한다고 쓰는 등 매우 긍정적인 평가를 받았다.1970년 《재즈 & 팝》의 비평가 투표에서 크리스트가우는 《Live/Dead》를 3번째로 인기 있는 음악 음반으로 꼽았다.
돌이켜보면, 올뮤직은 "《Live/Dead》만큼 충실하게 퍼포먼스에서 아티스트의 본질을 표현한 음반이 거의 없다"고 언급하고, 그레이트풀 데드 학자인 블레어 잭슨은 이 음반을 1960년대 최고의 사이키델릭 록 음반으로 간주한다. 엔지니어이자 작가인 마이클 헤이글로는 이 음반으로 데드가 "현재의 '잼 록'으로 알려진 형태를 즉흥적으로 창조"했고 "세대에 걸친 컬트 추종자들의 전설"이 되었다고 주장한다. 드러머 빌 크로이츠만은 "그것은 우리의 첫 라이브 발매였고 그것은 우리의 가장 사랑받는 음반들 중 하나로 남아있습니다. 〈Dark Star〉나 〈The Eleven〉 같은 노래를 라이브 버전으로 만들어 사람들의 거실에 배치한 것이 매력이었다."
2003년, 이 음반은 《롤링 스톤》의 역사상 가장 위대한 음반 500장 중 244위에 올랐고, 2012년 개정된 음반 목록에서 247위에 올랐다. 이러한 순위를 바탕으로, 종합 웹사이트인 어클레임드 뮤직은 《Live/Dead》를 역사상 가장 비판적으로 호평을 받은 395번째 음반으로 선정하였다.

## 곡 목록
| #  | 제목          | 작사·작곡                                                                                  | 재생 시간 |
| -- | ------------- | ------------------------------------------------------------------------------------------ | --------- |
| 1. | 〈Dark Star〉 | 제리 가르시아, 미키 하트, 로버트 헌터, 빌 크로이츠만, 필 레시, 론 "피그펜" 맥커넌, 밥 위어 | 23:18     |

| #  | 제목            | 작사·작곡            | 재생 시간 |
| -- | --------------- | -------------------- | --------- |
| 1. | 〈St. Stephen〉 | 가르시아, 헌터, 레시 | 6:31      |
| 2. | 〈The Eleven〉  | 헌터, 레시           | 9:18      |

| #  | 제목                        | 작사·작곡          | 재생 시간 |
| -- | --------------------------- | ------------------ | --------- |
| 1. | 〈Turn On Your Love Light〉 | 돈 로비, 조셉 스콧 | 15:05     |

| #  | 제목                          | 작사·작곡                                                   | 재생 시간 |
| -- | ----------------------------- | ----------------------------------------------------------- | --------- |
| 1. | 〈Death Don't Have No Mercy〉 | 레버런드 게리 데이비스                                      | 10:28     |
| 2. | 〈Feedback〉                  | 톰 콘스탄틴, 가르시아, 하트, 크로이츠만, 레시, 맥커넌, 위어 | 7:49      |
| 3. | 〈And We Bid You Goodnight〉  | 민요                                                        | 0:35      |